# Гламбочелу (Арђеш)
Гламбочелу (рум. Glâmbocelu) насеље је у Румунији у округу Арђеш у општини Богаци. Oпштина се налази на надморској висини од 261 m.

## Становништво
Према подацима из 2002. године у насељу је живело 782 становника, од којих су сви румунске националности.